# Caladenia exstans
Caladenia exstans är en orkidéart som beskrevs av Stephen Donald Hopper och Andrew Phillip Brown. Caladenia exstans ingår i släktet Caladenia och familjen orkidéer. Inga underarter finns listade i Catalogue of Life.